# Protofilamento
Si definisce protofilamento una struttura filamentosa di natura polimerica costituita da dimeri di α-tubulina e β-tubulina ripetuti in ordine alternato.
Tredici protofilamenti  appaiati con legami crociati costituiscono un microtubulo. L'appaiamento dei protofilamenti non è perfetto ma presenta una leggera sfasatura tale per cui α o β-tubuline di filamenti appaiati non sono mai perfettamente corrispondenti, andando a formare, idealmente, una struttura ad elica superavvolta lungo la superficie esterna del microtubulo.
Ogni protofilamento presenta una estremità carica positivamente (corrispondente ad una β-tubulina) e una carica negativamente (α-tubulina). Le cariche sono dovute alle cariche parziali delle subunità.
La β-tubulina presenta un sito di legame per il GTP, in grado di legare anche la forma idrolizzata di questa molecola (GDP). Il legame con una o con l'altra molecola non inficia sul meccanismo di polimerizzazione, ma sulla stabilità del microtubulo che si andrà a formare: la forma legata al GTP è più stabile, quella legata al GDP tende invece ad "arricciarsi" rendendo più instabile il microtubulo.